# 夏爾·沃爾夫
夏爾·約瑟夫·艾蒂安·沃爾夫（法語：Charles Joseph Étienne Wolf，1827年11月9日—1918年7月4日）是一位法國天文學家，沃爾夫–拉葉星的其中一位發現者。

## 生平
沃爾夫於1827年生於法國沃尔日，父親曾經擔任官員。1851年沃爾夫畢業於巴黎高等師範學院。1862年于尔班·勒威耶錄用沃爾夫擔任巴黎天文台助理。1867年他和喬治·拉葉共同發現沃爾夫–拉葉星。
要注意的是，地球附近的紅矮星沃夫359是以德國天文學家馬克斯·沃爾夫命名的。

## 外部連結
- MNRAS 79 (1919) 235 （页面存档备份，存于）
- . 自然. 1918, 101 (2545): 450–454  [2024-11-14]. Bibcode:1918Natur.101..450.. doi:10.1038/101450a0. （原始内容存档于2024-06-03）.
- Obs 41 (1918) 365 （页面存档备份，存于）
- The Pulfrich Effect: Wolf (1865) （页面存档备份，存于）